# Порошкино
Порошкино (фин. Poroskylä) — деревня в Бугровском городском поселении Всеволожского района Ленинградской области.

## История
Первое картографическое упоминание — деревня Порошкина в 1727 году.
Как деревня Порошки она обозначена на «Карте окружности Санкт-Петербурга» 1810 года.

ПОРОШКИНА — деревня мызы Осиновая Роща, принадлежит Лопухиной, княгине, действительной статской советнице, жителей по ревизии: 110 м. п., 135 ж. п.; (1838 год)

В 1844 году деревня Порошки насчитывала 32 двора.
На этнографической карте Санкт-Петербургской губернии П. И. Кёппена 1849 года она обозначена как деревня «Poroskylä», расположенная в ареале расселения эвремейсов. В пояснительном тексте к этнографической карте указано количество её жителей на 1848 год: 126 м. п., 144 ж. п. все эвремейсы за исключением 5 человек савакотов, всего 270 человек.

ПОРОШКИНО — деревня гр. Левашёвой по Выборгскому почтовому тракту 21 версту, а потом по просёлкам, 50 дворов, 135 душ м. п. (1856 год)

ПОРОШКИНО — деревня владельческая при колодцах, 53 двора, 135 м. п., 137 ж. п.  (1862 год)

В 1862 году временнообязанные крестьяне деревни Порошкино выкупили свои земельные наделы у А. В. Левитовой и стали собственниками земли.

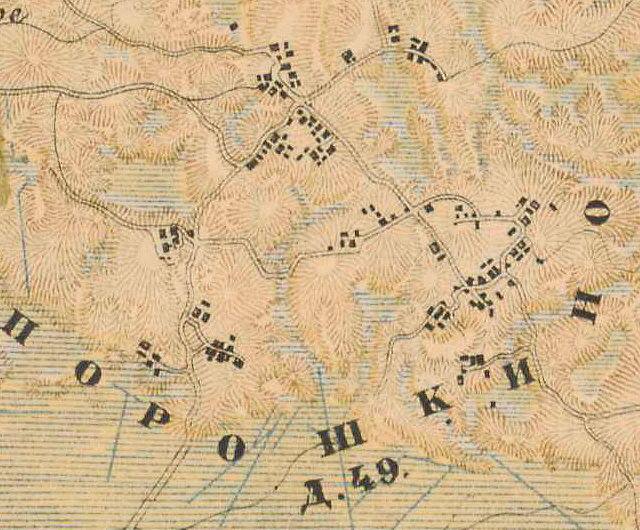
План деревни Порошкино. 1885 год

В 1885 году, согласно карте окрестностей Петербурга, деревня насчитывала 49 дворов. Сборник же Центрального статистического комитета описывал деревню так:

ПОРОШКИНА — деревня бывшая владельческая Парголовской волости, дворов — 46, жителей — 300; лавка. (1885 год).

Известный дореволюционный специалист по дачному отдыху В. К. Симанский, так описывал Порошкино в 1892 году:
Порошкино — селение, имеющее около 60 дворов и 350 душ об. пола, находится в 25 в. от Петербурга и в 7-ми верстах от финляндской ж. д. и шоссе, подле незначительного озера. Местность, окружающая селение, преимущественно возвышенная, холмистая, сухая, открытая; почва песчаная, в полуверсте болото, почти сухое. Жители пользуются болотною и колодезною водою наполовину: воды в колодцах мало (нередко на 5 саж., от поверхности почвы), к тому же мутная; в одном синяя с примесью песку и глины, вследствие этого половина деревни берёт воду из канав, вытекающих из болот между холмами; вода жёлтая, на вкус болотистая. Селение расположено на возвышенности; дома рассеяны группами, отделёнными полями от 5 до 50 саж., одноэтажные, курных изб до ¼ всех домов. Селение бедное; главное занятие земледелие, молочное хозяйство и свалка «золота». Язык — финской, лютеране. Встречаются глазные болезни.Симанский В. К. Куда ехать на дачу? Петербургские дачные местности в отношении их здоровости

ПОРОШКИНО (ЛАУКИСЕНМЯКИ) — деревня Порошкинского сельского общества, 22 двора, 67 м. п., 68 ж. п., всего 135 чел. смежна с деревней Паппиланмяки.

ПОРОШКИНО (ПАППИЛАНМЯКИ) — деревня Порошкинского сельского общества, 44 двора, 109 м. п., 126 ж. п., всего 235 чел. мелочная лавка. (1896 год)

В конце XIX века деревня административно относилась к 3-му стану Санкт-Петербургского уезда Санкт-Петербургской губернии, в начале XX века — к Осинорощинской волости 2-го стана. Население деревни было однородным — финским.

ПОРОШКИНО (ПОРОШИНО) — селение Порошкинского сельского общества Осинорощинской волости, число домохозяев — 65, наличных душ — 295; количество надельной земли — 425 дес. 1200 саж. (1905 год)

В 1898 году в Порошкине открылась земская школа (Порошкинское училище), учителем в ней работала Анна Карловна Рулевская (урождённая Алма Талус).
В 1908 году в деревне проживали 298 человек из них 39 детей школьного возраста (от 8 до 11 лет).
В 1909 году в деревне было 64 двора.
С 1918 по 1922 год деревня была административным центром Осинорощинской волости 2-го Северного района Петроградского уезда, которая затем вошла в состав Вартемягской волости.
Согласно переписи населения СССР 1926 года:

ПОРОШКИНО — деревня в Порошкинском сельсовете Парголовской волости Ленинградского уезда, 110 хозяйств, 509 душ.

Из них: русских — 7 хозяйств, 30 душ; ингерманландцев — 102 хозяйства, 474 души; суоми — 1 хозяйство, 5 душ. (1926 год)

В состав Порошкинского сельсовета по данным переписи населения 1926 года входили деревни Порошкино, Карабсельки, Мендсара и совхоз «Мендсары».
В 1930-е годы жители деревни Порошкино были объединены в сельскохозяйственную артель «Имени Молотова» (108 дворов и 415 членов семей).
По административным данным 1933 года деревня Порошкино относилась к Юкковскому сельсовету Ленинградского Пригородного района.
Не позднее 1936 года она была передана в состав Койвукюльского финского национального сельсовета Токсовского района. 
Согласно переписи населения СССР 1939 года:

ПОРОШКИНО — деревня Койвукюльского сельсовета Парголовского района, 470 чел. (1939 год)

Деревня Порошкино на карте 1939 года

Согласно топографической карте РККА 1939 года деревня насчитывала 97 дворов. В 1940 году деревня также насчитывала 97 дворов. В деревне была своя школа.
До 1942 года — место компактного проживания ингерманландских финнов, впоследствии депортированных.
По данным 1966 и 1973 годов деревня Порошкино находилась в составе Чернореченского сельсовета. Позднее деревня Порошкино была передана в состав Юкковского сельсовета.
С 23 октября 1989 года деревня Порошкино находилась в составе Бугровского сельсовета.
В 1997 году в деревне Порошкино Бугровской волости проживали 315 человек, в 2002 году — 343 человека (русские — 90%).
В 2007 году в деревне Порошкино Бугровского СП — 402 человека.
В деревне ведётся активное коттеджное строительство.

## География
Располагается в северо-западной части района на автодороге 41К-075 (Юкки — Кузьмоловский).
Местность, где расположена деревня, лежит на моренных холмах, остатках ледникового периода, есть небольшое озеро.
Расстояние до административного центра поселения 6 км.
Расстояние до ближайшей железнодорожной станции Левашово — 5,5 км.

## Транспорт
Через посёлок проходят автобусы следующих маршрутов:
- № 104 улица Жени Егоровой —  «Парнас» (только в одну сторону)
- № 148   «Парнас» — улица Жени Егоровой (только в одну сторону)
- № 247  «Гражданский проспект» — Юкки-2
- № 679  «Девяткино» — Сарженка
- № 680  «Девяткино» — Сярьги

## Инфраструктура
В деревне имеются 2 продовольственных магазина категории «24 часа», цветочная лавка, цветочный магазин-база «Цветоптторг», православное кладбище, мойка 24 часа и шиномонтаж.
В 2017 году были открыты 2 сетевых розничных магазина: «Перекрёсток» и «Пятёрочка».
В 2025 году был открыт сетевой розничный магазин «Магнит».

## Демография
| 1838 | 1848 | 1862 | 1885 | 1896 | 1905 | 1926 |
| ---- | ---- | ---- | ---- | ---- | ---- | ---- |
| 245  | ↗270 | ↗272 | ↗300 | ↗370 | ↘295 | ↗509 |
| 1939 | 1997 | 2002 | 2007 | 2010 | 2017 |      |
| ↘470 | ↘315 | ↗343 | ↗402 | ↗909 | ↗946 |      |

Национальный состав
Согласно данным Всероссийской переписи населения 2021 года в деревне проживал 651 человек, из них:
 русские — 607, украинцы — 5, белорусы — 1, евреи — 1, осетины — 1, туркмены — 1, таджики — 1, чуваши — 1, другие национальности — 2 человека, остальные национальность не указали.

## Известные уроженцы
- Тойво Паппинен (1913—2008) — чемпион СССР по прыжкам на лыжах с трамплина[40][41].

## Улицы
1-й проезд, 1-й Садовый проезд, 2-й проезд, 2-й Садовый проезд, 2-я Пасечная, 3-й Садовый проезд, Альпийская, Балтийская, Берёзовая, Вербная, Верхний проезд, Весенняя, Владимирская, Войнова переулок, Восточный переулок, Высокая, Горная, Дачная, Долинная, Дорога на Мендсары, Загородная, Западная, Звёздная, Зелёная, Кленовая, Ключевой переулок, Кольцевая, Кольцевое шоссе, Лебяжья, Ленинградское шоссе, Лесная, Липовая, Лисий переулок, Луговой переулок, Майский переулок, Малая, Малиновая, Массив Пасечное, Мирный переулок, Моховая, Никольская, Новая, Озёрная, Озёрный проезд, Парковый переулок, Пасечная, Песочная, Подгорная, Полярная, Придорожная, Романтиков, Ромашковая, Рябиновая, Садовая, Светлая, Светогорская, Северная, Сиреневая, Славянская, Солнечный переулок, Сосновая, Спортивная, Спортивный переулок, Строителей, Счастливая, Таврическая, Тверская, Тихая, Усадебная, Уткин переулок, Финская, Центральная, Школьный переулок, Шоссейная, Энергетиков, Южная, Юкковская, Ямской переулок..

## Садоводства
Берёзка